# Геја
Геја (Гаја, Геа, Ге; грч. Γῆ или Γαῖα), је била старогрчка персонификација Земље и, за све намере и сврхе, мајка свега лепог на свету. Рођена спонтано или ни из чега или из Хаоса, Геја је родила (између осталих) Урана са којим је изродила Титане, родитеље већине Олимпијаца. Геја се побунила против владавине сва три владара универзума (Урана, Хрона и Зевса) али је на крају морала да прихвати свог унука Зевса као врховног владара свих богова и људи.

## Етимологија
Грчко име Γαῖα (Gaĩa) је углавном епски, колатерални облик од атинског Γῆ (Gê), и дорског Γᾶ (Gã, можда идентично са Δᾶ Dã), што значи „Земља”. Реч је неизвесног порекла. Роберт С. П. Бикс је сугерисао прегрчко порекло.
У миценском грчком Ma-ka (транскрибовати као Ма-га, „Мајка Гаја”) такође садржи корен ga-.

## Постанак и потомство

### Гејино рођење
Геја (Земља), „увек сигурни темељ свих бесмртних који држе врхове снежног Олимпа”, била је прво божанство које је рођено након што је настао Хаос, дубока празнина. После ње су рођени Тартар (Подземље) и Ерос (Љубав). Неки верују да су њих троје у ствари били сва деца мрачне првобитне празнине, али су, највероватније, припадала истој, првој генерацији богова.
Хесиодова Теогонија говори како је, после Хаоса, Геја (Земља) „широких груди“ настала као вечно седиште бесмртника који поседују Олимп изнад. А после Геје дошао је „тамни Тартар у дубини земље широке“, а следећи Ерос, бог љубави. Хесиод даље каже да је Геја родила свога Уран (Небеса, Небо) да је „покрије са свих страна“. Геја је такође родила Ореу (Планине) и Понта (Море), „без слатког споја љубави“ (тј. без оца).

### Гејина прва деца
Без пара, Геја је родила троје деце: Урана (Небо), Орее (Планине) и Понта (Море).
Прво је легла са својим најстаријим сином и затим је родила осамнаесторо деце. Првих дванаесторо деце су били Титани: шест девојчица (Теја, Реја, Темида, Мнемосина, Феба, Тетија) и шест дечака (Океан, Креј, Криј, Хиперион, Јапет, Хрон). Затим је родила три Киклопа ( Бронт, Стероп, Аргус)  и коначно три Хекатонхира (Кот, Бријареј, Гиг).
Након тога Геја се спарила са Понтом и затим родила још петоре деце: Нереј, Таумант, Форкије, Кето, Еурибија.

### Гејино касније потомство
Крв која је излазила из Уранове ране након кастрирања попрскала је Геју и оплодила ју је. Она је затим родила још доста деце: три Ериније (Судбине), бројне Гиганте (или Дивове) и још бројније Мелијаде (Нимфе јасеновог дрвета).

## Митологија

### Геја против Урана
Иако је Уран, Небо, био пожудан и необуздан, мрзео је своју децу. У ствари толико их је мрзео да је свакога од њих гурнуо у Земљу (материцу њихове мајке) у самом тренутку њиховог рођења. Након неког времена, опустошена тугом и болом, Геја је направила неполомљив срп и замолила своју децу да јој помогну да збаци Урана са власти. Хрон, који је презирао свог оца, био је једини који се није бојао пристати на њен план и, по Гејиним саветима, сакрио се на другом месту у њеној утроби и легао тамо чекајући прилику да нападне Уранa. Шанса је стигла исте вечери када је Уран још једном покушао спавати с Гејом. Хрон је испружио руку, а затим је исекао гениталије свог оца. Након тога, ослободио је своју браћу и сестре и постао нови краљ богова.

### Геја против Хрона: Титаномахија
Након кратког периода склада и блаженства, Хрон је почео владати светом онако како је његов отац владао њим пре њега: брутално и аутократски. Узнемирен пророчанством и плашећи се побуне, затворио је своју браћу, Киклопе и Хекатонхире у Тартар, а затим је прогутао све, осим најмлађег од своје шестеро деце. Дете, које ће прерасти у Зевса, било је спашено захваљујући проницљивим саветима које је Геја дала Реји, Хроносовој жени, а то је да га замени каменом.
Међутим, чак и након што је успешно ослободио своју браћу и сестре, Зевс није успео свргнути Хрона,барем не док му Геја није саветовала да ослободи Киклопе и Хекатонхире из Тартара и склопи савез с њима. Ово је и учинило трик: након десет година Олимпијци су коначно победили у рату против Титана (Титаномахија), а Зевс је постао трећи владар богова.

### Геја против Зевса
Зевсова врховна моћ била је изазвана више пута; најозбиљнија два од ових изазова оркестрирала је његова бака Геја.

#### Гигантомахија
Чак и у својим најгорим моментима, Зевс је био далеко бољи владар од својих претходника; међутим, то није било ни најмање важно за Геју, јер се и Зевс усудио да затвори неку од њене деце. У његовом случају, наравно, затвореници су били Титани, остављени да труну у Тартару.
Сходно томе, Геја је позвала најбоље од осталих, Гиганте, и заповедила им да се реше Зевса. Тако је започета Гигантомахија, рат који је трајао дуго, али који се ипак завршио олимпијцима који су превладавали и Зевсом који је цементирао своју моћ.

#### Тифон
Поражена и разбеснела Геја љутито се спарила са својим братом Тартаром и затим родила једно од најстрашнијих створења у грчкој митологији: змаја који дише ватром, Тифона, оца свих чудовишта. Тифон је био тако грозан противник да је успео да се без престанка бори против готово свих Олимпијаца (укључујући Зевса), пре него што су га Зевсови громови коначно надвладали.

#### Примирје
Након пропасти Тифона, Геја је признала пораз и прихватила Зеуса за врховног вођу свих богова. Да би доказала верност, упозорила је унука да ће дете, којег је носила његова прва жена (Метис), свргнути са власти. Годинама касније, Геја је присуствовала Зевсовом венчању са својом седмом и последњом супругом Хером и поклонила је краљици Олимпа златне јабуке Хесперида.

## Култ
Њен култ је релативно стар јер су је врло рано потисле Деметра и Кибела, тако да је постала тек персонификација Земље са не много значајним местом у религији. Била је поштована на више места у Грчкој (Атина, Аркадија, Делфи, Додони, Олимпија, Спарта), песници су је сматрали мајком природе и људи и повезивали са реинкарнацијом, али и са прорицањем. Често се помињала у заклетвама.

## Уметност
Често је приказивана у делима занатске уметности, а у хеленистичко доба и у монументалној скулптури. Њени атрибути су рог изобиља, дијадема, цвеће и плодови.